# Katharine O'Shea
Pour les articles homonymes, voir O'Shea.
Katharine O'Shea, aussi connue sous les noms de Katie O'Shea ou Kitty O'Shea puis Katharine Parnell après son second mariage, est une femme issue de l'aristocratie anglaise née le 30 janvier 1846 et décédée le 5 février 1921. Les relations que sa famille entretenait depuis de nombreuses années avec Charles Stewart Parnell ont causé la déchéance de la carrière politique de ce dernier.

## Enfance
Elle est née le 30 janvier 1846 sous le nom Katharine Wood à Braintree, une ville du comté d'Essex. Elle est la petite-fille de Matthew Wood (1er baronnet) et la fille de Sir John Page Wood, 2e baronnet. Elle avait un frère aîné Evelyn Wood (en), devenu plus tard field marshal. Elle était aussi la nièce de Lord Hatherley qui a été le premier lord chancelier libéral de Gladstone.

## Relations avec Charles Parnell
Elle rencontre pour la première fois Parnell en 1880 alors qu'elle s'était déjà séparée du Capitaine William O'Shea, un nationaliste catholique, membre du parlement et représentant la région de Galway. Sans passer par le réseau qu'avait sa famille avec le parti libéral, elle a agi comme agent de liaison entre Parnell et Gladstone lors des négociations préalables à l'introduction de la First Irish Home Rule Bill en avril 1886. Quelques mois plus tard, Parnell s'est alors installé chez elle à Eltham, près de la frontière Londres-Kent. Ils ont donné naissance à trois enfants. Le premier est mort précocement en 1882. Les deux autres étaient Claire (1883-1909) et Katharine (1884-1947).
Le Capitaine O'Shea était au courant de l'affaire et il défia Parnell en duel en 1881. Il interdit dans le même temps à Katharine de voir son amant. Cependant, il resta sans rien faire pendant plusieurs années. C'est en 1889 qu'il demande le divorce, les raisons de cette demande sont restées obscures. Certains ont dit que c'était pour des raisons politiques. D'autres pensaient que c'était une histoire d'héritage : une riche tante de Katharine était décédée en 1889, s'attendant à toucher une somme d'argent, ce sont finalement les cousins de Katharine qui se sont partagé l'héritage.
En 1881, la relation entre les deux amants a été un sujet de commérage dans les cercles politiques londoniens mais la révélation au grand public, dans une Angleterre sous la morale victorienne a créé un énorme scandale. L'adultère était en effet interdit par les Dix Commandements. À cette époque, les politiciens avaient le devoir de montrer l'exemple. Cela a mené Parnell à être abandonné par la majorité de son propre parti (l'Irish Parliamentary Party) et à sa chute en tant que chef de file en décembre 1890 à la suite de la procédure de divorce intentée par le capitaine O'Shea en novembre. L'Irlande catholique a été profondément choquée lorsque Katharine brisa les vœux de son premier mariage en se remariant avec Parnell le 25 juin 1891. Mais après ses déboires politiques et sa santé défaillante, Parnell mourut dans les bras de sa femme le 6 octobre 1891 à l'âge de 45 ans, moins de quatre mois après leur mariage. La cause la plus probable de son décès serait une maladie coronarienne héritée de son père et de son grand-père qui étaient eux aussi morts prématurément.

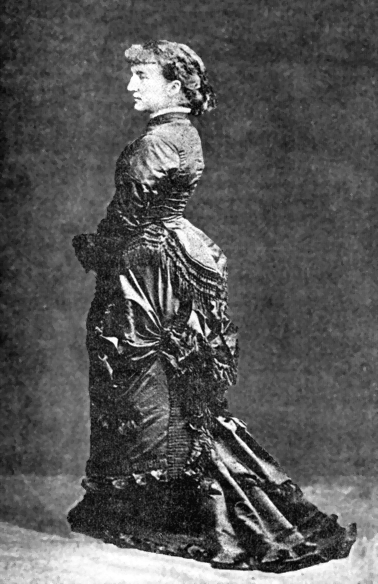
Katharine O'Shea en 1876

Katharine publia une biographie de Parnell en 1914 sous le nom de « Katharine O'Shea (Mme Charles Stewart Parnell). » Elle préférait donc être nommée par son ancien nom. Elle se faisait appeler Katie O'Shea par ses amis. Les ennemis de Parnell, dans le but de nuire à son image, ont appelé sa femme « Kitty » O'Shea, sachant que ce terme signifie prostituée en argot. Elle vécut le reste de sa vie à l'écart et fut enterrée à Littlehampton, une ville du comté de Sussex en Angleterre.

### Source
- (en) Cet article est partiellement ou en totalité issu de l’article de Wikipédia en anglais intitulé « Katharine O'Shea » (voir la liste des auteurs).